# Prelat d'Honor de Sa Santedat

Base per a l'escut d'un prelat domèstic segons el Reglament tècnic heràldic emanat amb el RD 7 de juny de 1943 n. 652

Hàbit coral del Prelat d'honor de Sa Santedat

Prelat d'Honor de Sa Santedat, abans conegut com a prelat domèstic de Sa Santedat, és un títol honorífic que se li dona per una concessió especial de la Santa Seu als preveres. En general es concedeix a petició del bisbe de la diòcesi per als sacerdots considerats meritoris, encara que molt rarament en conjunció amb el títol honorífic de capellà de Sa Santedat.
La instrucció per a la transferència de les concessions papals, promulgada per la Secretaria d'Estat del Vaticà el 13 de maig de 2001, estableix que el títol es pot concedir als sacerdots del clergat secular, eclesiàstics en el servei diplomàtic de la Santa Seu i els funcionaris de la Cúria romana i quaranta que han completat almenys quaranta-cinc anys de sacerdoci. Com a regla general, s'ha de sol·licitar primer el títol de Capellà de Sa Santedat abans del títol de prelat d'honor. Entre el primer i el segon grau han de passar almenys deu anys. Per a cada diòcesi el nombre total de monsenyors no ha de superar el 10% del clergat. El gener de 2014 aquest títol va ser abolit pel Papa Francesc amb la idea de reduir els títols honorífics dins de l'Església Catòlica. Actualment a l'Església Catòlica només es fa servir el títol de "Capellà de Sa Santedat" que solament s'atorgarà als sacerdots que ho mereixin i que hagin complert els 65 anys (i no 35 anys, com en el passat)

## Història
Abans del motu proprio Pontificalis Domus de 28 de març de 1968, els prelats honoraris eren anomenats també prelats domèstics (en llatí, Antistites Urbani), un títol que llavors també comportava certs oficis igual que l'arquebisbe o bisbe auxiliar al tron o la pertinença a la prelatura romana, i que també era mantingut per arquebisbes, bisbes i protonotaris apostòlics que havien estat expedits abans dels seus nomenaments als càrrecs.
Actualment, així com aquells que ho han rebut a títol individual, generalment a petició dels seus bisbes, els següents són prelats d'honor ex officio:
- Els membres dels Col·legis de la Prelatura romana: Protonotaris de numero; jutges de la Rota; clergues de la Cambra Apostòlica;
- Els jutges de la Rota de la Nunciatura Apostòlica a Espanya;
- Alguns o tots els membres de vuit catedrals o capítols col·legials a Itàlia i un a Polònia.[1]

## Prerrogatives
El prelat d'honor es distingeix d'altres sacerdots per les seves peces, segons el que es disposa en la Instrucció de la Secretaria d'Estat de la Santa Seu Ut sive sollicite, sobre la seva roba, títols i insígnies de cardenals, bisbes i prelats menors Els ornaments utilitzats són els mateixos que pels Protonotaris apostòlics supernumeraris. L'hàbit coral està format per la sotana porpra, la banda de seda porpra amb serrells, la cota sense plecs, però no el roquet. Així mateix, preveu l'ús de birreta de color negre amb borla negra. En ocasions solemnes fora de les celebracions litúrgiques la vestimenta usada és la sotana negra amb traus, botons, vores i folro vermell, la banda de seda porpra, però no la pelegrina. A diferència del Protonotari apostòlic supernumerari, no obstant això, els prelats d'honor no poden portar el mantell porpra. Es va llevar la capa porpra, la banda de llaços de seda porpra, mitjons, les sivelles de les sabates i la cinta vermella en la birreta .
Els prelats d'honor rebien el títol honorífic de "Reverend Monsenyor".